# Furthof (Kinding)
Der Furthof ist eine Einöde im Markt Kinding im Landkreis Eichstätt (Bayern).

## Lage
Furthof ist kein amtlich benannter Ortsteil. Er liegt auf der Gemarkung Schafhausen südlich des Anlautertals auf der Jurahöhe, und zwar nördlich von Hirnstetten, südöstlich von Altdorf, südwestlich von Erlingshofen und nordwestlich von Schafhausen. Zu erreichen ist der Ortsteil über eine im Norden von Hirnstetten von der Staatsstraße 2336 abzweigende Ortsverbindungsstraße. Vom Furthof aus führt ein Verbindungsweg durch den Wald hinunter ins Anlautertal zur Furtmühle.

## Geschichte
450 Meter südöstlich vom Furthof wurden in den 1960er Jahren im Wald zehn Grabhügel gefunden.
Der Furthof ist nach der 1486 vom Augustinerchorherrenstift Rebdorf an das Hochstift Eichstätt vertauschten Furtmühle im Anlautertal benannt und wurde im 19. Jahrhundert vom Furtmüller auf der südlich der Mühle gelegenen Juraebene angelegt. Hier betrieb der Furtmüller eine kleine Ziegelei. Später wurde der Komplex unter zwei Brüdern aufgeteilt und der Furthof als landwirtschaftlicher Betrieb ausgebaut. Zum Hof gehört eine 1896 errichtete Kapelle.
Während die Furtmühle im neuen Königreich Bayern 1806 zur Gemeinde Altdorf kam und im Zuge der Gebietsreform in Bayern 1971 Ortsteil vom Markt Titting wurde, ist der Furthof im Zuge ebendieser Gebietsreform mit Erlingshofen Ortsteil des Marktes Kinding geworden.
2007 hatten acht Personen auf dem Furthof ihren Hauptwohnsitz.